# Pirolàcies
Pirolàcia, Pirolàcies o Pyrolaceae és una antiga família de plantes amb flors.
L'antic Sistema Cronquist hi inclou els gèneres Chimaphila, Moneses, Orthilia, i Pyrola, i de vegades també els 8 gèneres de la família Monotropaceae.
Els estudis recents filogenètics mostren que tots aquests gèneres s'han d'incloure en la família Ericaceae.
Segons aquests autors, aquesta família pot continuar existint amb una categoria taxonòmica inferior; subfamília Pyroloideae
La família Pirolàcia adopta formes herbàcies i no pas llenyoses com la resta de la família Ericàcia.
Els gèneres són plantes natives de regions de clima temperat fresc i àrtic de l'hemisferi nord.
Moneses
Moneses uniflora (L.) A. Gray (pírola uniflora)
Orthilia
Orthilia secunda (L.) House (pírola secunda)
Pyrola
Pyrola chlorantha Swart,
Pyrola minor L.,
Pyrola rotundifolia L.

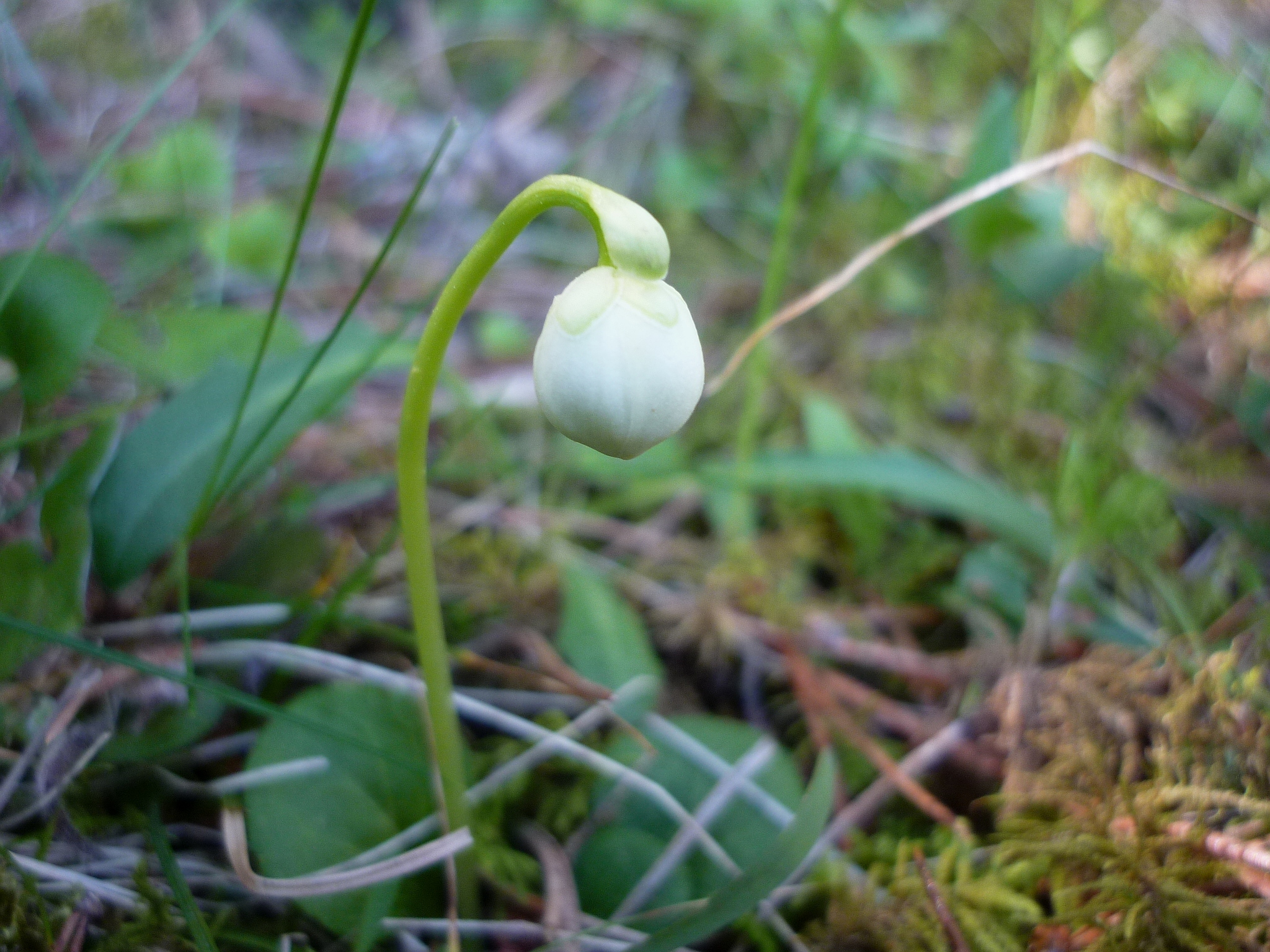
Pyrola uniflora. Gemma floral. A la Muntanya d'Alinyà (Alt Urgell)
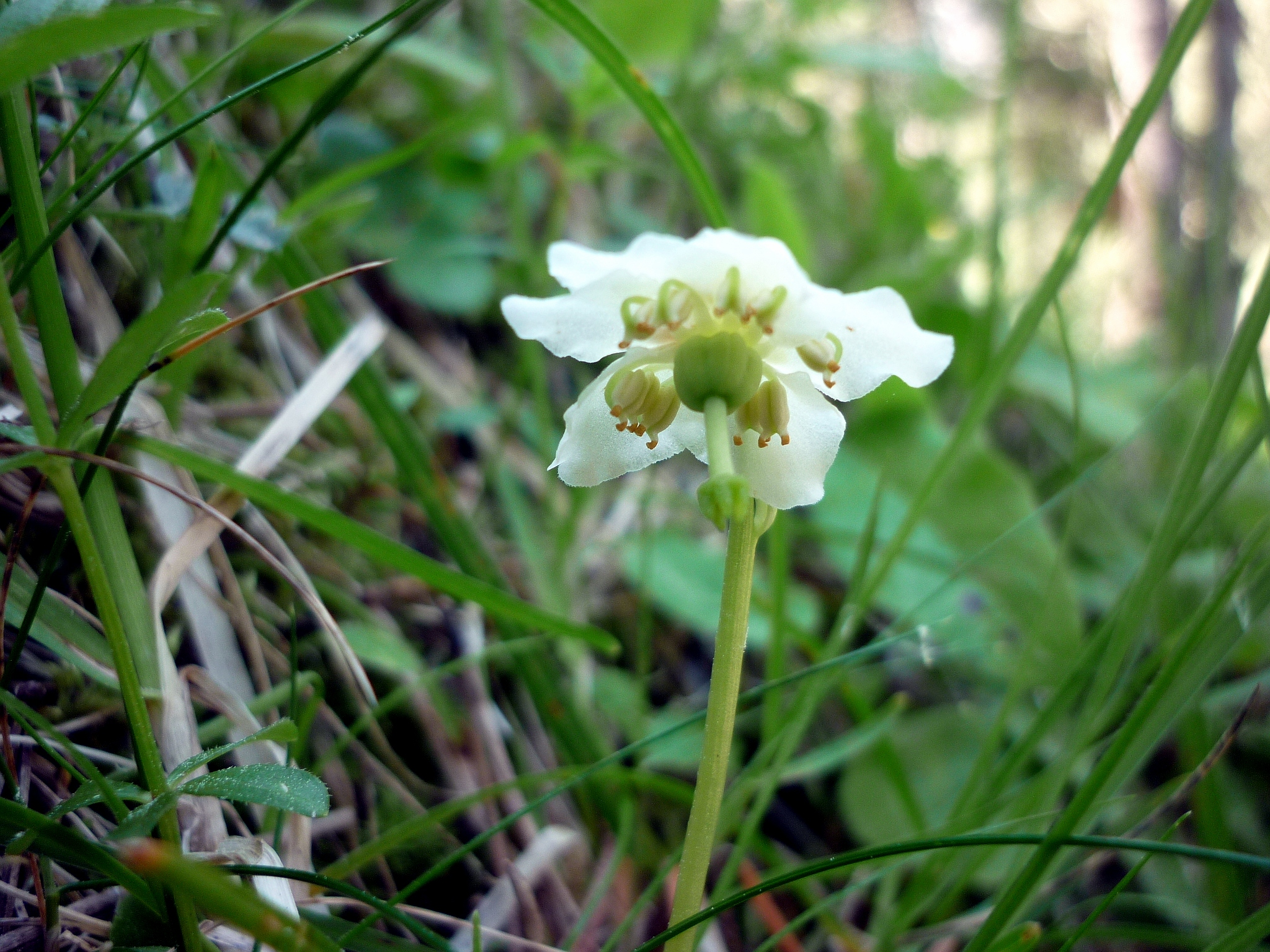
Pyrola uniflora en flor. A sota del Prat de Cadí - Estana (Baixa Cerdanya)
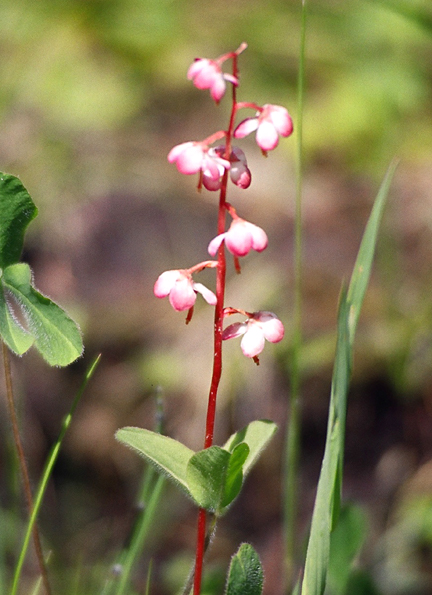
Pyrola asarifolia